# The Spirit of '76 (film 1917)
The Spirit of '76 è un film muto del 1917 diretto da Frank Montgomery.
Il film racconta degli episodi della guerra d'Indipendenza americana, fra cui una strage compiuta da indiani e inglesi ai danni di donne e bambini dei coloni. Poiché gli Stati Uniti il 6 aprile 1917 erano entrati in guerra contro la Germania alleandosi con la Gran Bretagna, quella sequenza fu ritenuta inopportuna e il film censurato. Il suo produttore, Robert Goldstein, decise di proiettarlo ugualmente in versione integrale e per questo fu processato in base alla legge contro lo spionaggio e condannato a dieci anni di carcere.

## Trama
La mezzosangue Catherine Montour e suo fratello Lionel Esmond vengono separati quando sono ancora bambini. Catherine viene cresciuta in Inghilterra, dove diventa l'amante di re Giorgio III. Aspirando a diventare regina delle colonie americane, la donna converte il re alla propria causa. Intanto le colonie si ribellano, entrano in guerra con l'Inghilterra, si compie la storica cavalcata di Paul Revere, le truppe britanniche scambiano i primi colpi contro gli insorti a Lexington dove, il 17 aprile 1775 avviene la prima battaglia della Guerra d'indipendenza americana. Nel 1776 viene firmata la Dichiarazione d'indipendenza degli Stati Uniti d'America. Washington e le sue truppe passano un terribile inverno a Valley Forge e dopo il massacro di Cherry Valley si giunge finalmente alla resa di Cornwallis, il governatore inglese. Nel frattempo, Catherine e Lionel - che ignorano di essere fratelli - si innamorano e decidono di sposarsi ma scoprono con raccapriccio la verità. Catherine, viste spegnersi le proprie ambizioni, torna alla corte di Giorgio, cercando di riconquistarlo. Ma fallisce nei suoi intenti.

## Produzione
Il film - che venne girato a Hollywood e nella Yosemite Valley - fu prodotto dalla Continental Producing Company.

## Distribuzione
Il film venne distribuito dalla All-American Film Co., incontrando diverse noie con la censura. Il copyright del film, richiesto dalla Continental Producing Co., fu registrato il 28 novembre 1916 con il numero LU10068.
Non si conoscono copie ancora esistenti della pellicola che viene considerata presumibilmente perduta.

### Censura
La prima del film era stata programmata a Chicago per il 7 maggio 1917, ma la proiezione venne vietata da Metallus Lucullus Cicero Funkhouser, capo dell'ufficio censura di Chicago. Quando Goldstein tentò di fare comunque proiettare il film il 14 maggio, dopo diversi tagli, la polizia irruppe nella sala, confiscando la pellicola che venne in seguito proiettata per un pubblico limitato dopo che erano state tolte le scene incriminate. Goldstein, preso finanziariamente il controllo totale del film, lo presentò a Los Angeles il 27 novembre all'Auditorium Clune. Dopo poche proiezioni, la pellicola venne confiscata dal Dipartimento Federale di Giustizia, con la motivazione che il film era "propaganda tedesca mascherata dalla pretesa di enfatizzare la tradizione nazionale". Particolarmente discutibili risultavano alcune scene dove si vedevano un soldato dell'Assia accoltellare un anziano quacquero, un ufficiale inglese uccidere con la baionetta un bambino , soldati inglesi trascinare per i capelli una donna e un ufficiale che portava con la forza una giovane in una stanza. Goldstein venne condannato, mentre il film, per gli sforzi di Harry C. Pearce e H. C. McClung, venne drasticamente tagliato a nove rulli dai dodici originali e usato a fini propagandistici. Il presidente degli Stati Uniti Woodrow Wilson nel 1919 commutò la sentenza di Goldstein a tre anni e il produttore uscì dal carcere dopo averne scontati poco più di due.